# فريتز هانسون
فريتز هانسون (بالإنجليزية: Fritz Hanson)‏ هو لاعب كرة القدم الكندية أمريكي، ولد في 13 يوليو 1914 في بيرهام في الولايات المتحدة، وتوفي في 14 فبراير 1996 في كالغاري في كندا.